# Liste der Staatsoberhäupter 1857
Übersicht
◄◄ | ◄ | 1853 | 1854 | 1855 | 1856 | Liste der Staatsoberhäupter 1857 | 1858 | 1859 | 1860 | 1861 | ► | ►►

Weitere Ereignisse

## Afrika
- Ägypten
  - Khedive (Vizekönig): Muhammad Said (1854–1863)

- Äthiopien
  - Kaiser: Theodor II. (1855–1868)

- Buganda
  - König: Mutesa I. (1856–1884)

- Bunyoro
  - König: Kyebambe IV. (1852–1869)

- Burundi
  - König: Mwezi IV. Gisabo (1852–1908)

- Dahomey
  - König: Glélé (1856–1889)

- Liberia
  - Präsident: Stephen Allen Benson (1856–1864)

- Marokko
  - Sultan: Mulai Abd ar-Rahman (1822–1859)

- Ruanda
  - König: Kigeri IV. (1853–1895)

- Kalifat von Sokoto
  - Kalif: Aliyu Babba (1842–1859)

- Südafrikanische Republik
  - Präsident: Marthinus Wessel Pretorius (1857–1863)

- Zulu
  - König: Mpande ka Senzangakhona (1840–1872)

## Amerika

### Nordamerika
- Mexiko
  - Staats- und Regierungschef: Präsident Ignacio Comonfort (1856–1858)

- Vereinigte Staaten von Amerika
  - Staats- und Regierungschef:
    1. Präsident Franklin Pierce (1853–4. März 1857)
    2. Präsident James Buchanan (4. März 1857–1861)

### Mittelamerika
- Costa Rica
  - Staats- und Regierungschef: Präsident Juan Rafael Mora Porras (1849–1859)

- Dominikanische Republik
  - Staats- und Regierungschef: Präsident Buenaventura Báez (1849–1853, 1856–1858, 1868–1873, 1876–1878)

- El Salvador
  - Staats- und Regierungschef: Präsident Rafael Campo (1856–1858)

- Guatemala
  - Staats- und Regierungschef: Präsident Rafael Carrera y Turcios (1844–1848, 1851–1865)

- Haiti
  - Herrscher: Kaiser Faustin I. (1847–1859)

- Honduras
  - Staats- und Regierungschef: Präsident José Santos Guardiola Bustillo (1856–1862)

- Nicaragua
  - Staats- und Regierungschef:
    1. (provisorisch) Patricio Rivas (1855–24. Juni 1857)
    2. Regierungsjunta Máximo Jerez, Tomás Martínez (24. Juni–19. Oktober 1857)
    3. Regierungsjunta Gregorio Juárez, Rosalío Cortés (19. Oktober–15. November 1857)
    4. Präsident Tomás Martínez (15. November 1857–1867)

### Südamerika
- Argentinien
  - Staats- und Regierungschef: Präsident Justo José de Urquiza (1854–1860)

- Bolivien
  - Staats- und Regierungschef:
    1. Präsident Jorge Córdoba (1855–9. September 1857)
    2. Präsident José María Linares (9. September 1857–1861)

- Brasilien
  - Herrscher: Kaiser Peter II. (1831–1889)

- Chile
  - Staats- und Regierungschef: Präsident Manuel Montt (1851–1861)

- Ecuador
  - Staats- und Regierungschef: Präsident Francisco Robles (1856–1859)

- Neugranada (heute Kolumbien)
  - Staats- und Regierungschef:
    1. Präsident Manuel María Mallarino (1855–1. April 1857)
    2. Präsident Mariano Ospina Rodríguez (1. April 1857–1861)

- Paraguay
  - Staats- und Regierungschef: Präsident Carlos Antonio López (1841–1844, 1844–1862)

- Peru (umstritten)
  - Staats- und Regierungschef: Präsident Ramón Castilla (1855–1862)

- Uruguay
  - Staats- und Regierungschef: Präsident Gabriel Antonio Pereira (1856–1860)

- Venezuela
  - Staats- und Regierungschef: Präsident José Tadeo Monagas (1855–1858)

## Asien
- Abu Dhabi
  - Emir: Zayed I. (1855–1909)

- Adschman
  - Scheich: Humaid I. (1848–1872)

- Afghanistan
  - Emir: Dost Mohammed Khan (1842–1863)

- Bahrain
  - Emir: Muhammad ibn Khalifah Al Khalifah (1842–1868)

- China (Qing-Dynastie)
  - Kaiser: Xianfeng (1850–1861)

- Britisch-Indien
  - Generalgouverneur: Charles John Canning (1856–1862)

- Japan
  - Kaiser: Kōmei (1846–1867)
  - Shōgun: (Tokugawa): Tokugawa Iesada (1853–1858)

- Korea
  - König: Cheoljong (1849–1864)

- Kuwait
  - Emir: Djabir I. (1814–1859)

- Oman
  - Sultan: Thuwaini ibn Said (1856–1866)

- Persien (Kadscharen-Dynastie)
  - Schah: Naser od-Din Schah (1848–1896)

- Thailand
  - König: Mongkut, König von Thailand (1851–1868)

## Australien und Ozeanien
- Hawaii
  - König: Kamehameha IV. (1855–1863)

## Europa
- Abchasien
  - Prinz: Mikheil Sharvashidze (1822–1864)

- Andorra
  - Co-Fürsten:
    - Kaiser von Frankreich: Napoleon III. (1848–1870)
    - Bischof von Urgell: Josep Caixal i Estradé (1851–1879)

- Belgien
  - Staatsoberhaupt: König Leopold I. (1831–1865)
  - Regierungschef:
    - Ministerpräsident Pieter de Decker (1855–9. November 1857)
    - Ministerpräsident Charles Rogier (1847–1852, 9. November 1857–1868)

- Dänemark
  - Staatsoberhaupt: König: Christian VIII. Friedrich VII. (1848–1863)
  - Regierungschef:
    - Ministerpräsident Carl Christoffer Georg Andræ (1856–13. Mai 1857)
    - Ministerpräsident Carl Christian Hall (13. Mai 1857–1859, 1860–1863)

- Deutscher Bund
  - Österreich
    - Kaiser: Franz Joseph I. (1848–1916)
      - Ministerpräsident: Karl Ferdinand Graf von Buol-Schauenstein (1852–1859)

  - Preußen
    - König: Friedrich Wilhelm IV. (1840–1861)
      - Ministerpräsident: Otto Theodor Freiherr von Manteuffel (1850–1858)

  - Fürstentum Anhalt-Bernburg
    - Herzog: Alexander Karl (1834–1863)

  - Fürstentum Anhalt-Dessau
    - Herzog: Leopold IV. (1817–1871)

  - Baden
    - Großherzog: Friedrich I. (1856–1907) Regent (1852–1856)

  - Bayern
    - König: Maximilian II. (1848–1864)

  - Braunschweig
    - Herzog: Wilhelm (1831–1884)

  - Bremen
    - Bürgermeister: Johann Smidt (1821–1857)
    - Bürgermeister: Arnold Duckwitz (1857–1863, 1866–1869)
    - Bürgermeister: Carl Friedrich Gottfried Mohr (1857–1861, 1864–1867, 1870–1873)

  - Frankfurt
    - Älterer Bürgermeister: Eduard Ludwig von Harnier (1855, 1857, 1859)

  - Hamburg
    - Bürgermeister: Nicolaus Binder (1855, 1857, 1859, 1861)
    - Bürgermeister: Heinrich Kellinghusen (1843–1844, 1845–1846, 1847–1848, 1851–1852, 1853–1854, 1855–1856, 1857–1858, 1859–1860)

  - Hannover
    - König: Georg V. (1851–1866)

  - Hessen-Darmstadt
    - Großherzog: Ludwig III. (1848–1877)
      - Präsident des Gesamt-Ministeriums: Reinhard Carl Friedrich von Dalwigk (1850–1871)

  - Hessen-Homburg
    - Landgraf: Ferdinand (1848–1966)
      - Dirigierender Geheimer Rat: Christian Bansa (1848–1862)

  - Hessen-Kassel
    - Kurfürst: Friedrich Wilhelm (1847–1866)

  - Holstein und Lauenburg (Personalunion mit Dänemark 1815–1864)
    - Herzog: Friedrich II. (1848–1863)

  - Liechtenstein
    - Fürst: Alois II. (1836–1858)

  - Lippe
    - Fürst: Leopold III. (1851–1873)

  - Lübeck
    - Bürgermeister: Johann Joachim Friedrich Torkuhl (1847–1848, 1851–1852, 1857–1858)

  - Luxemburg und Limburg (Personalunion mit den Niederlanden 1815–1890)
    - Großherzog: Wilhelm III. (1849–1890)

  - Mecklenburg-Schwerin
    - Großherzog: Friedrich Franz II. (1842–1883)
      - Präsident des Staatsministeriums: Hans Adolf Karl Graf von Bülow (1850–1858)

  - Mecklenburg-Strelitz
    - Großherzog: Georg (1816–1860)
      - Staatsminister: Wilhelm von Bernstorff (1850–1861)

  - Nassau
    - Herzog: Adolf (1839–1866) (1890–1905 Großherzog von Luxemburg)
      - Staatsminister: August Ludwig zu Sayn-Wittgenstein-Berleburg (1852–1866)

  - Oldenburg
    - Großherzog: Nikolaus Friedrich Peter (1853–1900)
      - Staatsminister: Peter Friedrich Ludwig Freiherr von Rössing (1851–1874)

  - Reuß ältere Linie
    - Fürst: Heinrich XX. (1836–1859)

  - Reuß jüngere Linie
    - Fürst: Heinrich LXVII. (1854–1867)

  - Sachsen:
    - König: Johann I. (1854–1873)
      - Vorsitzender des Gesamtministeriums: Ferdinand von Zschinsky (1849–1858)

  - Sachsen-Altenburg
    - Herzog: Ernst I. (1853–1908)

  - Sachsen-Coburg und Gotha
    - Herzog: Ernst II. (1844–1893)
      - Staatsminister: Camillo von Seebach (1849–1888)

  - Herzogtum Sachsen-Meiningen
    - Herzog: Bernhard II. (1803–1866)

  - Sachsen-Weimar-Eisenach
    - Großherzog: Carl Alexander (1853–1901)

  - Schaumburg-Lippe
    - Fürst: Georg Wilhelm (1787–1860) bis 1807 Graf

  - Schwarzburg-Rudolstadt
    - Fürst: Friedrich Günther (1807–1867)

  - Schwarzburg-Sondershausen
    - Fürst: Günther Friedrich Karl II. (1835–1880)

  - Waldeck und Pyrmont
    - Fürst: Georg Viktor (1845–1893)
      - Regierungsrat: Carl Winterberg (1851–1867)

  - Württemberg
    - König: Wilhelm I. (1816–1864)
      - Staatsminister: Joseph von Linden (1850–1864)

- Frankreich:
  - Kaiser: Napoleon III. (1851–1870)

- Griechenland
  - König: Otto I. (1832–1862)

- Italienische Staaten
  - Kirchenstaat
    - Papst: Pius IX. (1846–1870) (1870 Auflösung des Kirchenstaates – Pontifikat endet 1878)

  - Lombardo-Venetien (Personalunion mit Österreich 1815–1859/66)
    - König: Franz Joseph (1848–1859/66)

  - Modena und Reggio
    - Herzog: Franz V. (1846–1859)

  - Parma und Piacenza
    - Herzog: Robert I. (1854–1860) minderjährig
    - Regentin: Louise Marie Thérèse de Bourbon-Artois (1854–1860)

  - San Marino
    - Capitani Reggenti: Melchiorre Filippi, Gaetano Simoncini (1. Oktober 1856–1. April 1857)
    - Capitani Reggenti: Innocenzo Bonelli, Domenico Fattori (1. April 1857–1. Oktober 1857)
    - Capitani Reggenti: Settimio Belluzzi, Giacomo Berti (1. Oktober 1857–1. April 1858)

  - Sardinien
    - König: Viktor Emanuel II. (1849–1861)

  - Königreich beider Sizilien
    - König: Ferdinand II. (1830–1859)

  - Toskana
    - Großherzog Leopold II. (1824–1859)

- Monaco
  - Fürst Charles III. (1856–1889)

- Montenegro (bis 1878 unter osmanischer Suzeränität)
  - Fürst: Danilo II. Petrović-Njegoš (1851–1860) (bis 1852 Fürstbischof)

- Neutral-Moresnet
  - Herrscher: Leopold I., König von Belgien (1831–1865)
  - Herrscher: Friedrich Wilhelm IV., König von Preußen (1840–1861)
  - Bürgermeister: Arnold Timothée de Lasaulx (1817–1859)

- Niederlande
  - König: Wilhelm III. (1849–1890)

- Norwegen
  - König: Oskar I. (1844–1859) (identisch mit Oskar I. von Schweden; Norwegisch-Schwedische Personalunion)

- Osmanisches Reich
  - Sultan: Abdülmecid I. (1839–1861)

- Portugal
  - König: Peter V. (1853–1861)

- Russland
  - Kaiser: Alexander II. (1855–1881)

- Schweden
  - König: Oskar I. (1844–1859) (1844–1859 König von Norwegen)

- Serbien (bis 1878 unter osmanischer Suzeränität)
  - Fürst: Aleksandar Karađorđević (1842–1858)

- Spanien
  - Königin: Isabella II. (1833–1868)

- Ungarn
  - König: Franz Joseph I. (1848–1916) (1848–1916 König von Böhmen, 1848–1916 Kaiser von Österreich)

- Vereinigtes Königreich
  - Staatsoberhaupt: Königin Victoria (1837–1901) (1877–1901 Kaiserin von Indien)
  - Regierungschef: Premierminister Henry Temple, 3. Viscount Palmerston (1855–1858, 1859–1865)

- Walachei (unter osmanischer Oberherrschaft)
  - Fürst: Alexandru II Ghica (1834–1842, 1856–1858)